# 555 17th Street
Mrakodrap č. 555 (dříve též Anaconda Tower a Qwest Tower) stojí na 17th Street (vedle ulice 16th Street Mall) v hlavním městě státu Colorado, Denveru. Černá budova měří 155 metrů a se svými 40 patry je známá jako sedmá nejvyšší budova Colorada. Stavba byla dokončena roku 1978 pod názvem Anakonda Tower, právě podle černé prosklené fasády. V roce 1997 se objekt stal světovým ředitelství Quest a to až do roku 2000, kdy se společnost přestěhovala.
Budova č. 555 je složena z kancelářských prostor, restaurací, privátních klubů a konferenčního centra.

## Sídla
- Ogilvy PR Worldwide - třetí patro
- JWT - třetí patro
- Clarity Media Group - sedmé patro
- Examiner - čtvrté patro
- Hyatt Denver Convention Center - osmé patro
- RSM McGladrey Inc. and McGladrey & Pullen LLP - desáté patro
- Anschutz Corporation - dvacáté čtvrté patro
- Monticello Associates - dvacáté šesté patro
- Holland & Hart LLP - Law Firm - třicáté druhé patro
- Colorado Rapids Soccer - třicáté třetí patro
- Ernst & Young LLP - třicáté třetí
- Deloitte & Touche LLP - třicáté třetí, třicáté páté a třicáté šesté patro